# Partille (commune)

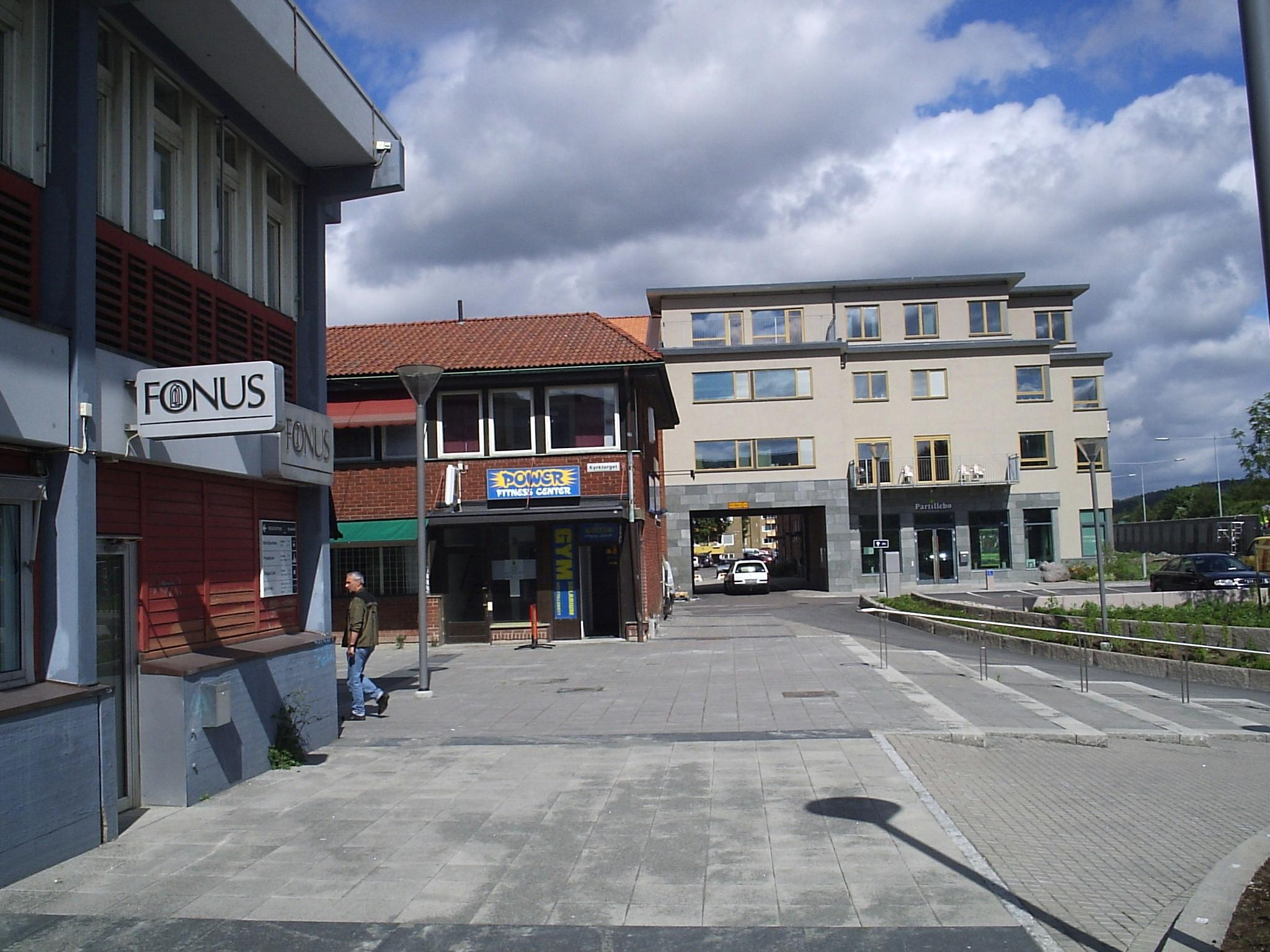
Place de l'Église à Partille.

La commune de Partille est une commune suédoise du comté de Västra Götaland, peuplée d'environ 39 500 habitants (2020). Son chef-lieu se situe à Partille.

## Localités principales
- Partille (28 406 habitants. Partie de la ville de Göteborg)
- Öjersjö (2 690 habitants)
- Jonsered (960 habitants)
- Kåhög (731 habitants)

## Transport
La commune est desservie par une gare.